# Christian Frühstück Nielsen
Christian Frühstück Nielsen (7. august 1878 i Aarhus – 3. januar 1956 i Aarhus) var en dansk arkitekt, der primært arbejdede i Aarhus og på Mors.
Forældre: Murersv., senere murerm. Christian Julius N. og Jakobine Bach. Gift den 17.5. 1919 i Kbh. med Karen Elisabeth Hansen, født 21.12.1885 smst., datter af malermester Laurits H. og Emilie Rasmussen.

## Uddannelse
Præliminæreksamen 1894; Teknisk Skole 1898; Kunstakademiets Arkitektskole i København februar 1900, afgang maj 1907. Ansættelser hos Vilhelm Dahlerup; stadsbygmester i København Axel Møller; Martin Borch; Carøe, London.
Rejser i Tyskland, Italien, Frankrig, England.

## Stillinger
- Egen tegnestue i Aarhus fra 1908; s.m. N. Bygum Clausen fra 1945
- Formand for Foreningen af Byggeinteresserede 1921-46
- Medlem af Tilsynsrådet for Jydske Hypotekforeninger
- Medlem af Bygningskommisionen i Aarhus
- Medlem af bestyrelsen. for Akademisk Arkitektforening i 2 perioder

## Værker
En række villaer i Aarhusområdet:
- Marselisvej 19 (1909)
- Strandvænget 2 (1915)
- Silkeborgvej 30 (1923)
- Paludan Müllersvej 10 (1931)
- Johan Langesvej 7 (1938)

Beboelsesejendomme i Aarhus:
- Pontoppidansgade 16 (1909)
- Skolegade 30 (1911)
- Skolebakken 5 (1913)
- Nørregade 53-55 (1913)
- Borgporten (1915)
- Borggade 10-12- 14 (1933)

Fabriksbygninger:
- Chokoladefabrikken Elvirasminde, Klostergade 32-34, Aarhus (1912, om- og tilbygninger 1919, 1920, 1922 og 1929)
- De forenede Jernstøberier, Knudrisgade 7, Aarhus (1916)
- Administrations- og fabriksbygning for N.A. Christensen & Co., Nykøbing Mors (1913, udvidet 1944)

Andre bygninger:
- Apotek i Vils (1904)
- Realskole i Hadsten (1915)
- Apotek i Stoholm (1915)
- Præstebolig, Mørke (1922)
- Præstebolig, Lading (1925)
- Kirkegårdskapel, Nykøbing Mors (1925)
- Udvidelse af Morsø Bank (1925, nedrevet omkring 1968)
- Christian X og Dronning Alexandrines Stiftelse, Åboulevarden 1, Aarhus (1926)
- Apotek, Nykøbing Mors (1925)
- Brabrand Alderdomshjem (1939)
- Vuggestue, Charlottehøj, Aarhus (1948, s.m. N. Bygum Clausen)

### Projekter
- Mindepark i Aarhus for danskere i udlandet (1923)

En samlet oversigt over Frühstück Nielsens værker i Aarhus fra 1909 til 1952 findes på Arkitektskolen og Erhvervsarkivet i Aarhus.